# Torban (Khetri Leikai)
Torban (Khetri Leikai) is een census town in het district Imphal-Oost van de Indiase staat Manipur. 

## Demografie
Volgens de Indiase volkstelling van 2001 wonen er 4553 mensen in Torban (Khetri Leikai), waarvan 48% mannelijk en 52% vrouwelijk is. De plaats heeft een alfabetiseringsgraad van 83%. 